# Миссия sui iuris в Афганистане
 Миссия sui iuris в Афганистане  (лат. Missio sui iuris Afghanistaniensis) — первичная территориально-административная единица церковной структуры Римско-Католической Церкви, находящаяся в Кабуле, Афганистан. Миссия sui iuris в Афганистане действует на территории всей страны и непосредственно подчиняется Святому Престолу.

## История
Миссия sui iuris образуется Святым Престолом при начальной миссионерской деятельности на территориях, где отсутствует церковная структура Католической Церкви. Миссия sui iuris имеет широкие канонические полномочия и автономность. В своих действиях миссия sui iuris не зависит от какой-либо иной церковной структуры.
Миссия sui iuris в Афганистане была образована 16 мая 2002 года Римским папой Иоанном Павлом II. В настоящее время миссией руководит католический священник о. Джузеппе Моретти. Богослужения миссии проводятся в единственной католической часовне, находящейся на территории итальянского посольства. В 2007 году миссия насчитывала 250 католиков.

## Ординарии
- священник Джузеппе Моретти (16.05.2002 — 4.11.2014);
- священник Джузеппе Скалезе (4 ноября 2014 года — настоящее время).

## Источник
- Annuario Pontificio, Libreria Editrice Vaticana, Città del Vaticano, 2003, ISBN 88-209-7422-3